# Rotonde Festival
La Rotonde Festival est un festival français de musique, consacré au metal et au rock, qui a eu lieu tous les ans à Hirson de 1997 à 2006.

## Programmation

### 2000
Le 2 juin 2000 :
Indochine, Les Mauvaises Langues.

### 2001
Le 24 mai 2001 :
The Gathering, Lacrimas Profundere, Regency, Osm'Oz, Syrens Call, Memoria.

### 2002
Le 8 juin 2002 :
Within Temptation, Vanden Plas, Nina Hagen, Malediction, Northwind, Century Scream, Syrens Call, Dementia, Amalthys.

### 2003
Le 31 mai et le 1er juin 2003 :
Paradise Lost, Saxon, After Forever, Sonata Arctica, Misanthrope, Fairyland, Behind Vision, To/Die/For, Shaman, S.U.P., Elegy, Headline, The Cube, Burgul Torkhain, Amphitryon, Furia, Yyrkoon, The Old Dead Tree, Dealgood, The Last Embrace, Amalthys.

### 2004
Le 21 et le 22 mai :
In Extremo, Stratovarius, Loudblast, Samael, Epica, After Forever, Nightmare, Impaled Nazarene, Manigance, Supuration, Gloomy Grim, Greed, Ellipsis, Benighted, Jacquy Bitch,  DSK, Dylath-Leen, Tridus Elasticus, Brainshock, Kullwad.

### 2005
Seule la journée du 21 mai est consacrée au metal.
- Le 20 mai : Calogero, Dudin.
- Le 21 mai : Lacuna Coil, Apocalyptica, Hypocrisy, Moonspell, Malediction, Anorexia Nervosa, Epica, Penumbra, Skeptical Minds, Spectrum Of Oblivion, Ashura, Morpheus.
- Le 22 mai : Matmatah, Osmoz, Yel, As De Trèfle, Marka.

### 2006
- Le 26 mai : Tri Yann, Chaplain.
- Le 27 mai : Jean-Louis Aubert, Pierpoljak, Les Chamots, Head Fish, La Corde Raide.